# Eleutherodactylus etheridgei
Espèce
Statut de conservation UICN

 EN B1ab(iii)+2ab(iii) : En danger
Eleutherodactylus etheridgei est une espèce d'amphibiens de la famille des Eleutherodactylidae.

## Répartition
Cette espèce est endémique de Cuba. Elle se rencontre dans les provinces de Guantanamo et de Santiago de Cuba du niveau de la mer jusqu'à 150 m d'altitude.

## Description

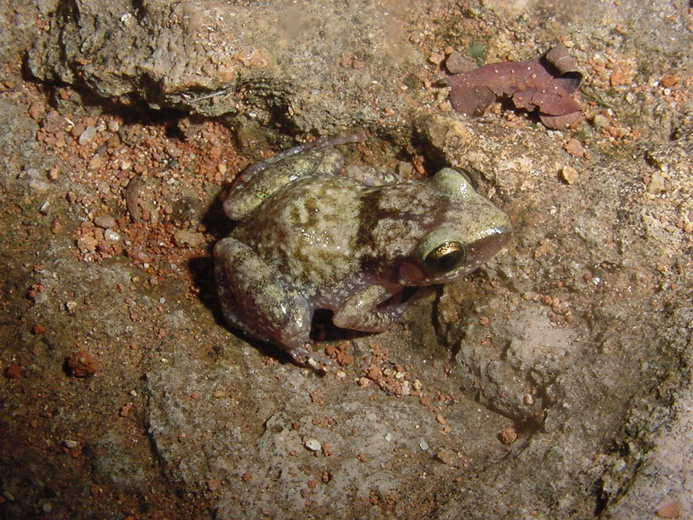
Eleutherodactylus etheridgei

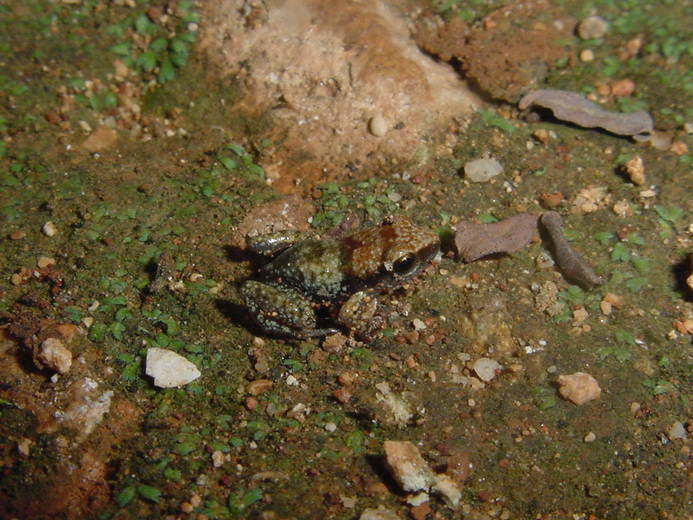
Eleutherodactylus etheridgei

Les femelles mesurent jusqu'à 19 mm.

## Étymologie
Cette espèce est nommée en l'honneur de Richard Emmett Etheridge.

## Publication originale
- Schwartz, 1958 : Four new frogs of the genus Eleutherodactylus (Leptodactylidae) from Cuba. American Museum Novitates, no 1873, p. 1-20 (texte intégral).